# Lądowisko Kościerzyna-Szpital
Lądowisko Kościerzyna-Szpital – lądowisko sanitarne w Kościerzynie, w województwie pomorskim, położone przy ul. Piechowskiego 36. Przeznaczone jest do wykonywania startów i lądowań śmigłowców sanitarnych i ratowniczych w dzień i w nocy o dopuszczalnej masie startowej do 5700 kg.
Zarządzającym lądowiskiem jest Szpital Specjalistyczny w Kościerzynie. W roku 2013 zostało wpisane do ewidencji lądowisk Urzędu Lotnictwa Cywilnego pod numerem 205
Oficjalne otwarcie lądowiska nastąpiło 23 października 2010.